# Euphorbia gulestanica
Euphorbia gulestanica là một loài thực vật có hoa trong họ Đại kích. Loài này được Podlech mô tả khoa học đầu tiên năm 1981.